# Gillian Wratt
Gillian Shirley Wratt (Motueka, 1954), más conocida como Gillian Wratyt, MNZM, fue la primera mujer directora del Programa Antártico de Nueva Zelanda (1992–1996). Es miembro de la Orden del Mérito de Nueva Zelanda por sus servicios a la Antártida.

## Primeros años y educación
Wratt nació en Motueka y asistió a la Motueka High School. Obtuvo una licenciatura con honores en Botánica (1972-1975) en la Universidad de Canterbury en Christchurch, Nueva Zelanda. Se incorporó a la División de Fisiología Vegetal del Departamento de Investigación Científica e Industrial (DSIR) en Palmerston North en 1977 y en 1979 fue transferida a Wellington, donde trabajó para el «Natural Research Advisory Council» como secretaria del Comité de Producción Primaria que se ocupaba de los programas de investigación y su financiación. Un premio de estudios DSIR le permitió obtener una maestría en Administración de Empresas de la Universidad de Sídney (1990).

## Carrera e impacto
Wratt fue la primera directora del Programa Antártico de Nueva Zelanda desde 1992-1996 y luego directora ejecutiva del recién formado «Instituto Antártico de Nueva Zelanda» (Antártida, Nueva Zelanda) desde 1996-2002. También ha ocupado varios puestos de asesoramiento relacionados con la ciencia y las operaciones antárticas, incluyendo la presidencia del «Consejo de Directores de Programas Antárticos Nacionales» (COMNAP) 1998-2002, la vicepresidencia del «Comité del Tratado Antártico para la Protección del Medio Ambiente», 1998-2001; y la presidencia del «Grupo de Gestión de Operaciones de Proyectos de Cape Roberts», 1993-2001. Wratt es autora de la historia de COMNAP, A Story of Antarctic Co-operation: 25 Years of the Council of Managers of National Antarctic Programs, publicado en 2013.
Ha trabajado en una variedad de funciones científicas y de gestión ambiental, además de sus funciones en la Antártida, entre ellas la de negociadora ambiental para los acuerdos de libre comercio de Nueva Zelanda y la de coordinadora de la unidad de establecimiento para el Instituto de Investigación de Cultivos y Alimentos, Crop and Food Research Institute. En particular, Wratt fue directora ejecutiva del Instituto Cawthron sin fines de lucro durante el período 2006-2012. Actualmente es miembro de la «Junta Directiva de la Autoridad de Protección Ambiental de Nueva Zelanda».

## Premios y distinciones
Fue galardonada con la Medalla del Centenario del Sufragio de Nueva Zelanda en 1993, y fue nombrada Miembro de la Orden del Mérito de Nueva Zelanda (MNZM) por sus servicios a la Antártida en los «Honores del Cumpleaños de la Reina 2004».